# كليبر بيريرا
كليبر بيريرا (بالبرتغالية: Kléber Pereira‏) هو لاعب كرة قدم برازيلي، ولد في 13 أغسطس 1975 في Peri Mirim ‏ في البرازيل. لعب مع أتلتيكو باراناينسي وتايجرز أونال وتيبورونيس روخوس دي فيراكروز ونادي أمريكا ونادي إنترناسيونال ونادي سانتوس ونادي سيون ونادي فيتوريا ونادي نيكاكسا.

## وصلات خارجية
- كليبر بيريرا على موقع قاعدة بيانات كرة القدم.إي يو (الإنجليزية)
- كليبر بيريرا على موقع عالم كرة القدم.نت (الإنجليزية)